# ササラ電車

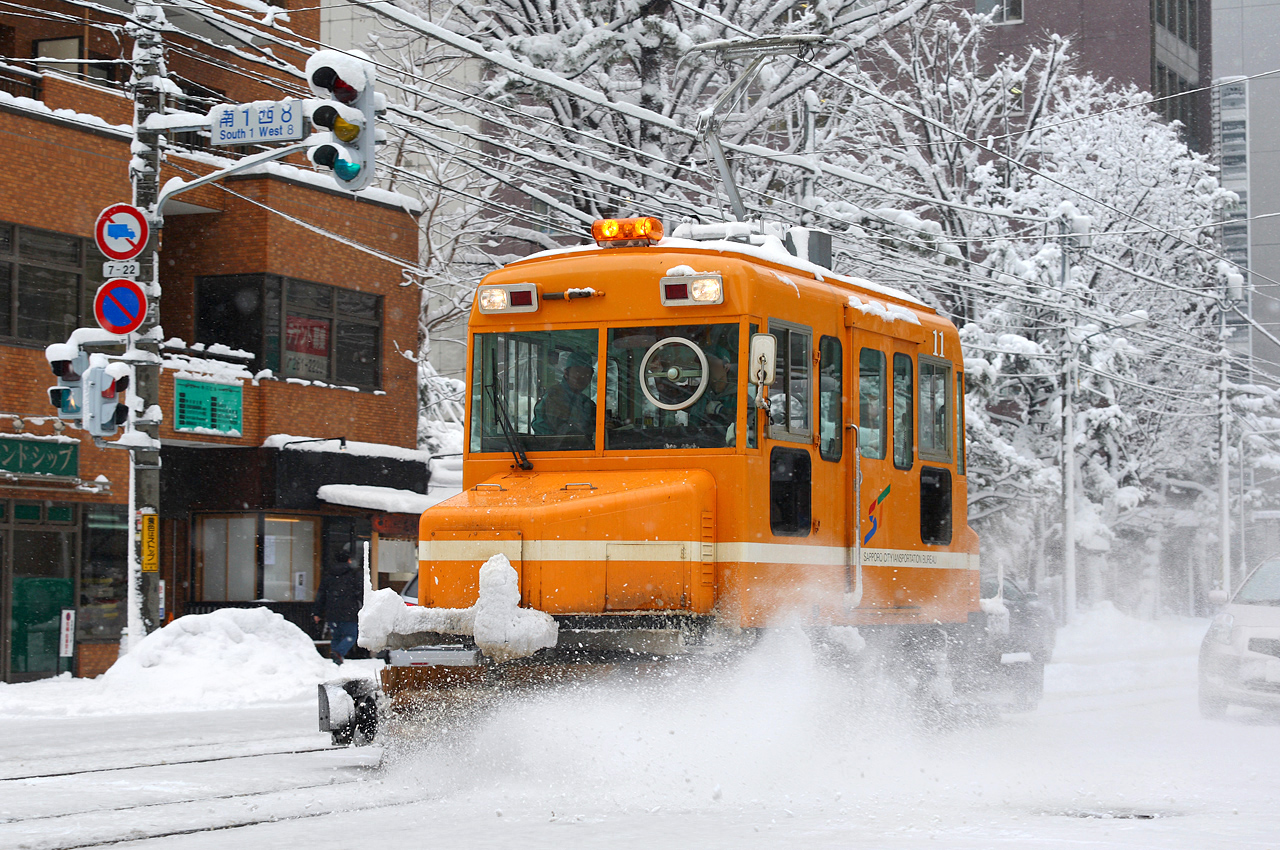
札幌市交通局 雪11（2009年）

ササラ電車（ササラでんしゃ）は、札幌市電と函館市電で運行されている除雪用の車両である。「ササラ」とは竹製のブラシのことで、これを連ねたブルーム（箒）を回転させて軌道敷に圧接し、走行しながら排雪する。
札幌市電における正式名称は「ロータリーブルーム式電動除雪車」。「ブルーム式除雪車」とも略称される。
毎年11月下旬から12月上旬にかけて、冬の便りとしてこの電車の初出動の様子がニュースなどで取り上げられる。

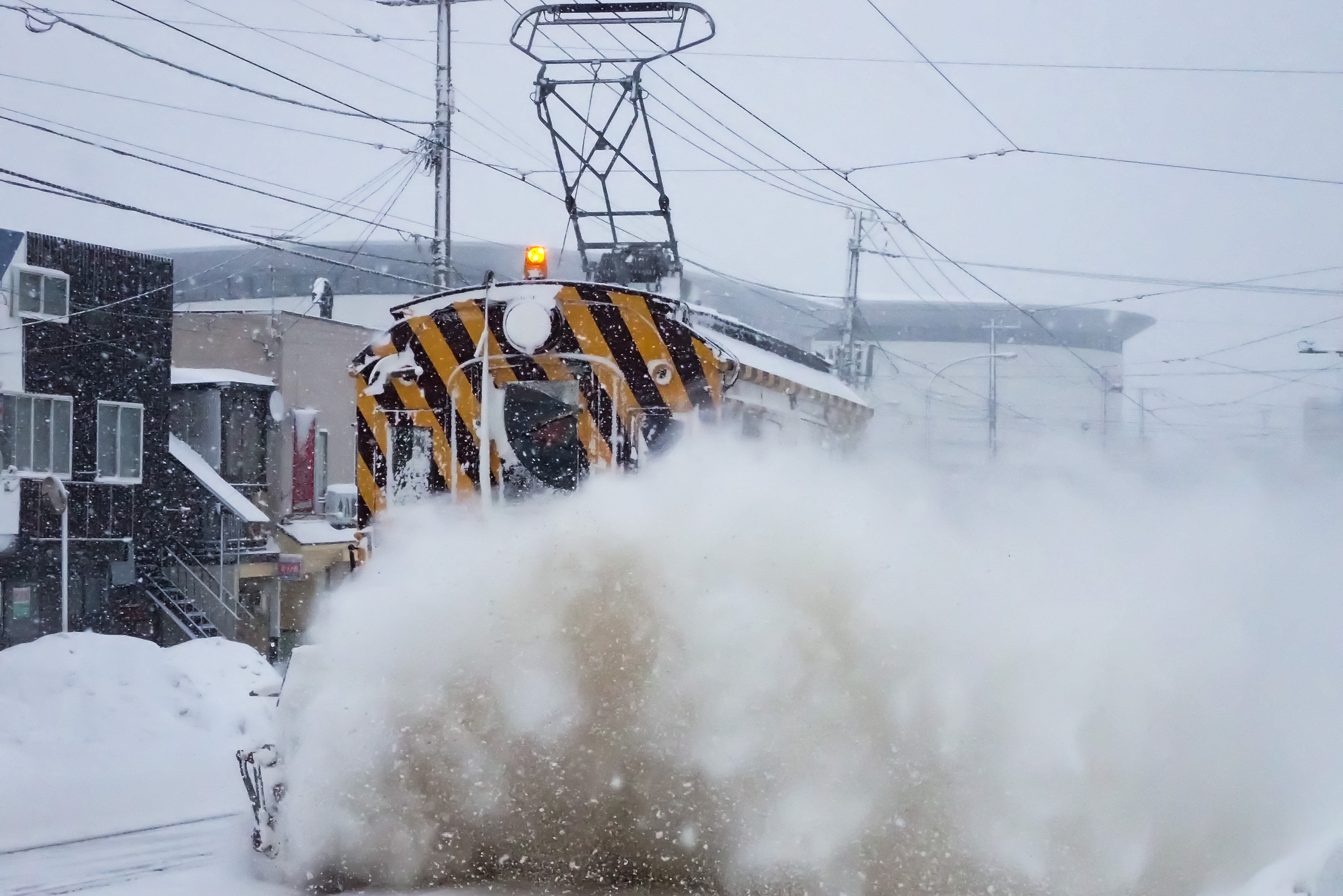
函館市企業局交通部 排3(2018年)

なお、日本のササラ電車の原型になった海外における「Snow Sweeper」と呼ばれる除雪車と、かつて札幌市電に存在した非電化路線用の「ササラ気動車」（内燃除雪車）についてもこの記事で扱う。

## ササラ電車の歴史

### 「snow sweeper」という先例
併用軌道上の除雪手段として走行する車両に搭載したブラシを回転させながら軌道敷に圧接して排雪する方法は、本格的な電気鉄道が施設される以前の馬車鉄道時代のアメリカ合衆国において、ニューヨークのANDREWS&CROONEYから6 - 12頭程度の馬で牽引して使用する「SNOW SWEEPER」という除雪車が製品化され、1885年（明治18年）にはニューヨークやフィラデルフィアで使用されていた。これは走行する除雪車の車輪の回転をベベルギヤでブラシ部分に伝達して回転・除雪するもので、動力を搭載しないので自走能力も持たずブラシを自力で回転させることもできないが、のちの電気鉄道における類似したシステムを用いる除雪車の始祖の一つといえる。
電気鉄道の時代が到来し、「snow sweeper」も電化された。1891年（明治24年）にIsaac F. Baker及びRobert Boothを発明者・The Thomsonを出願人としてアメリカで特許が公開され、札幌に20数年ほど先んじてアメリカ、カナダの積雪地で19世紀末から用いられていた。製品化当初から冬季の積雪量が多いヨーロッパ各国へも輸出され、のちに技術移転もされ、2016年（平成28年）現在でもブダペスト市電・ヘルシンキ・トラム・キーウ市電・モスクワ市電など多数の路線で運行されている。

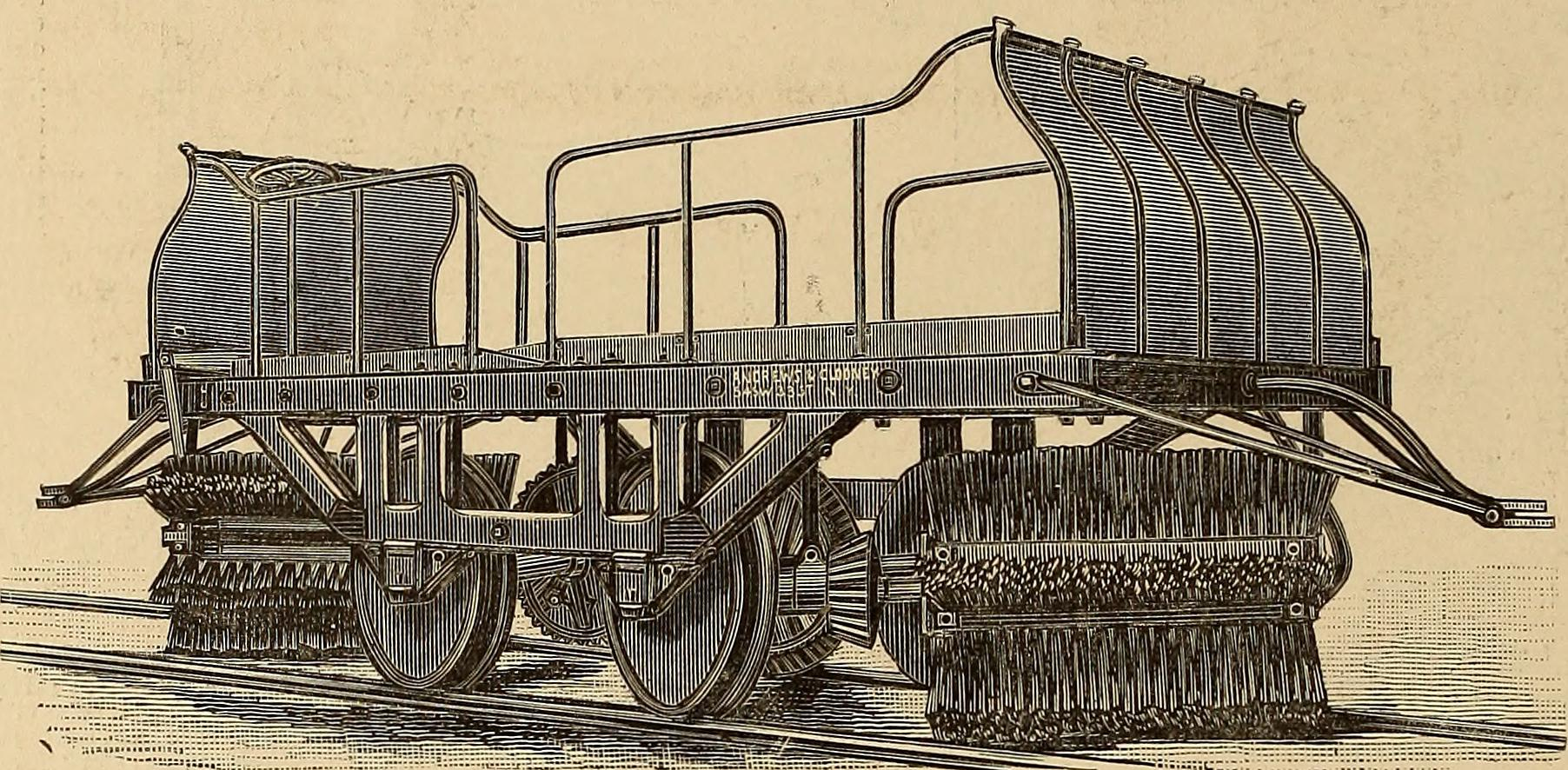
ANDREWS&CROONEYの馬車鉄道用「SNOW SWEEPER」（1885年）
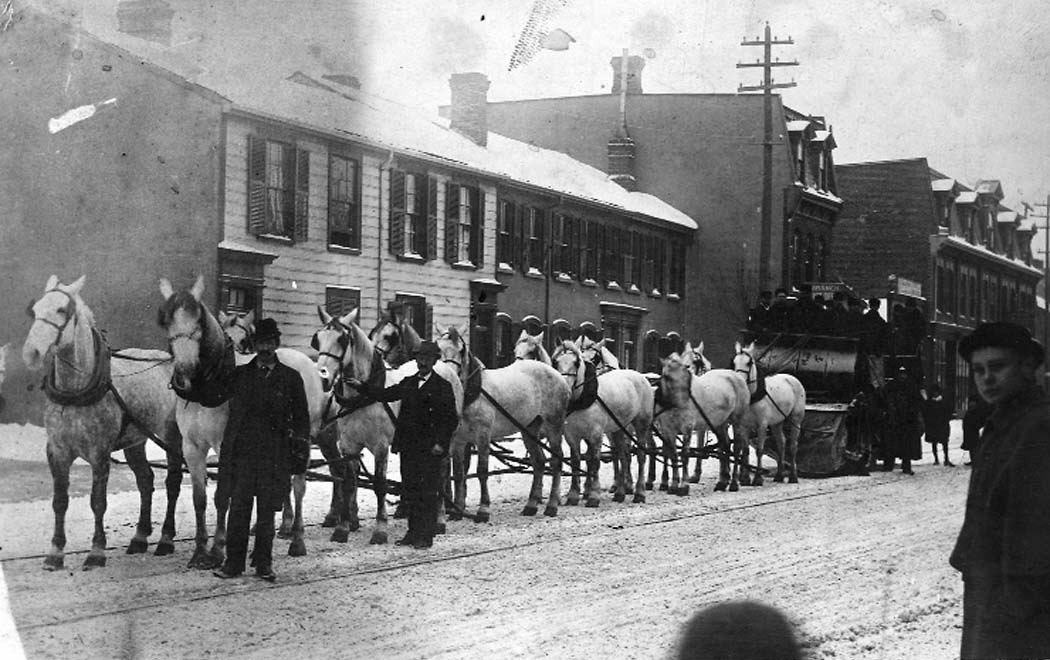
Toronto Street Railway（英語版）で運用中の「SNOW SWEEPER」（1891年）
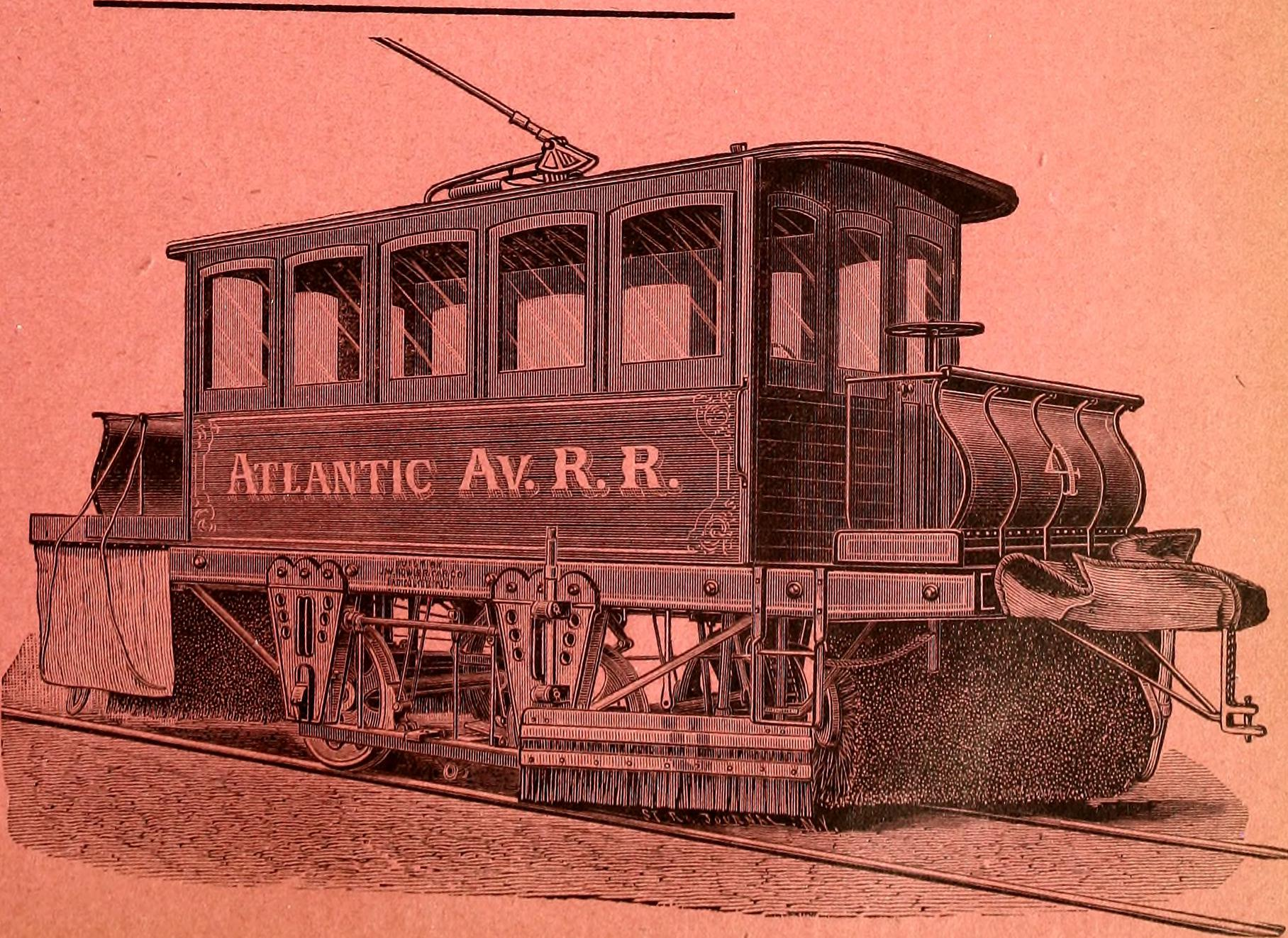
Atlantic Avenue RailroadのELECTRIC SNOW SWEEPER（1894年）
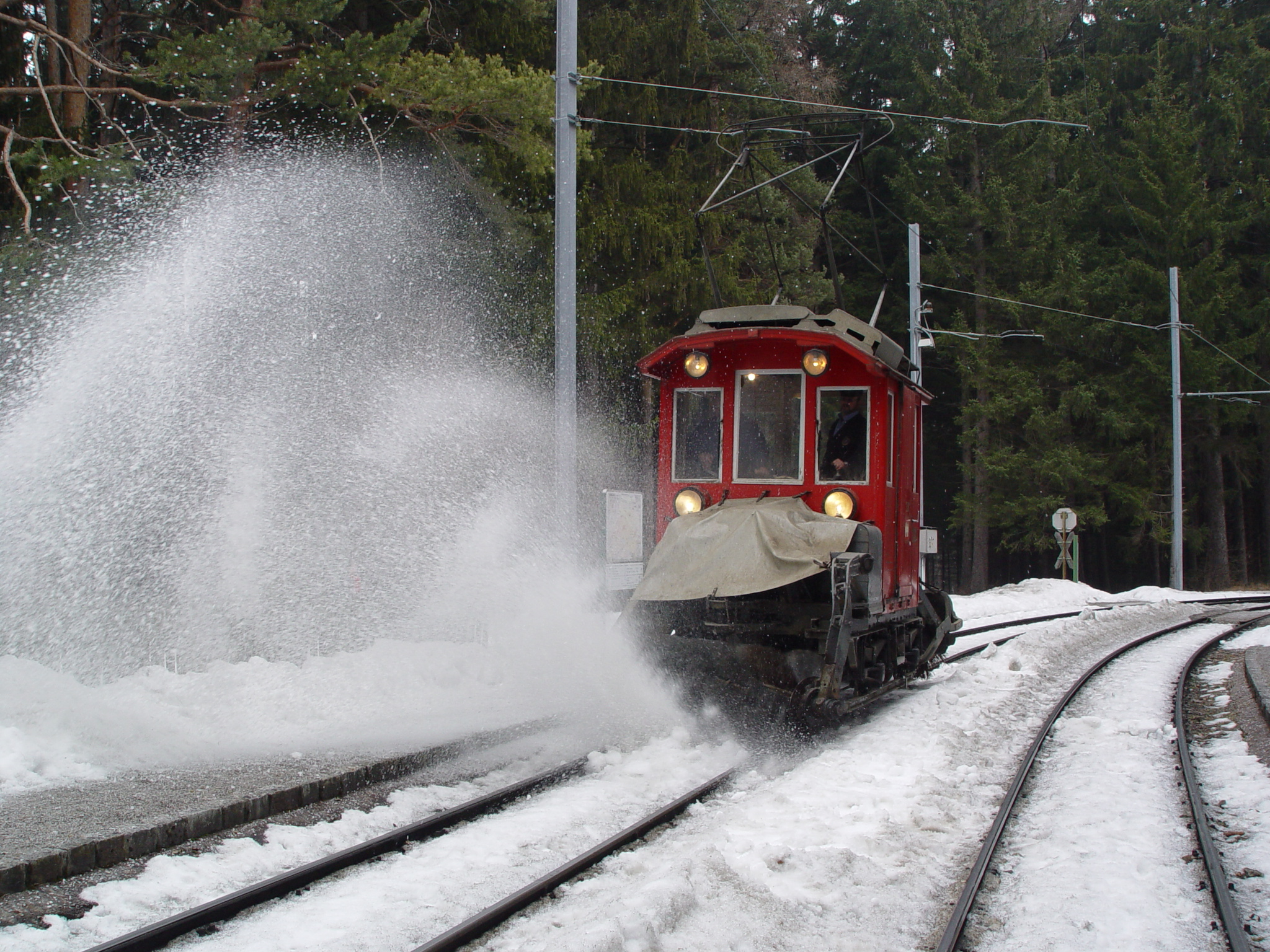
インスブルック市電(ドイツ語版)のブルーム式除雪車（2006年）
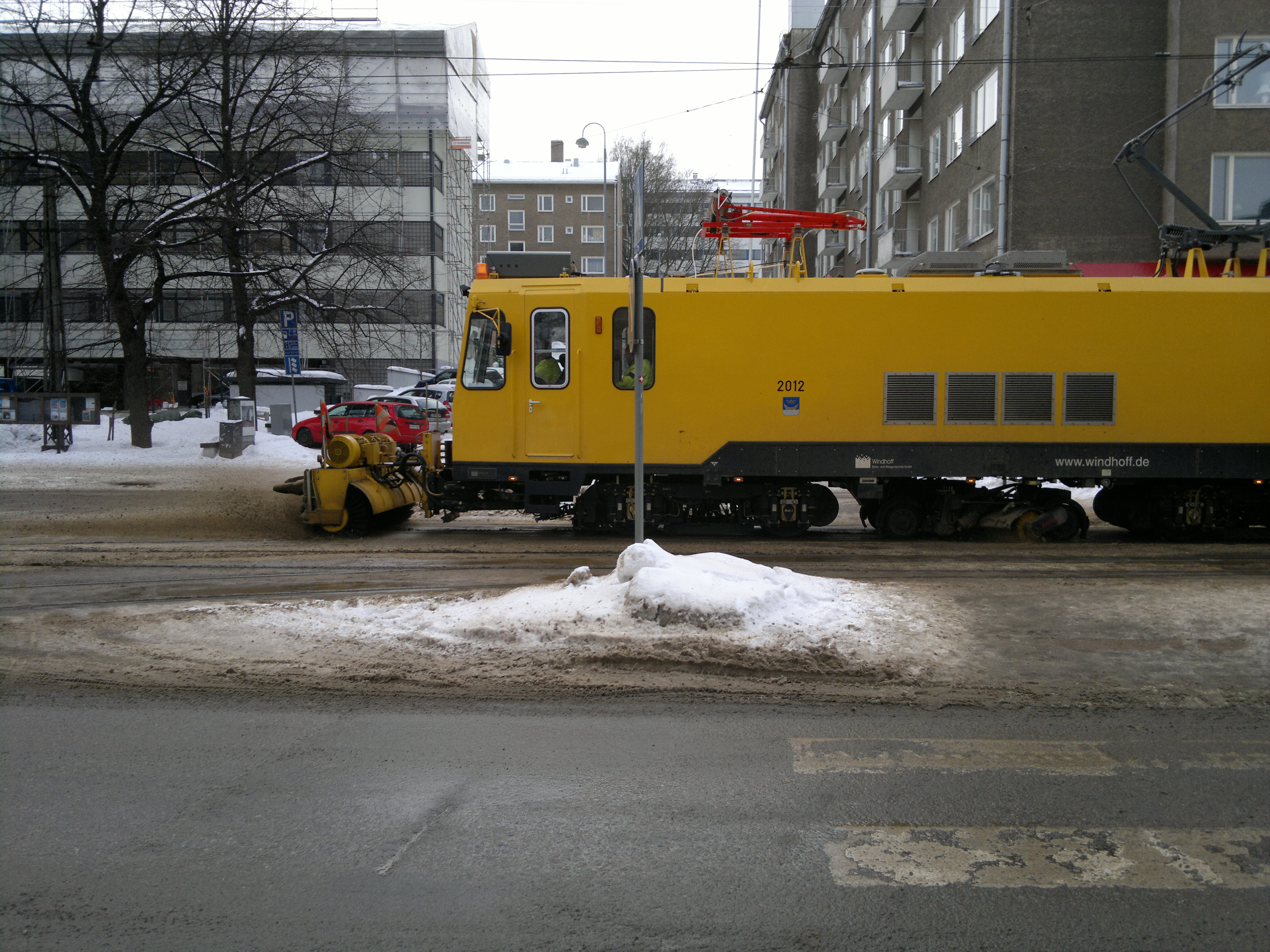
ヘルシンキ・トラムの多目的事業用車（ブルームアタッチメントを装着）（2013年）
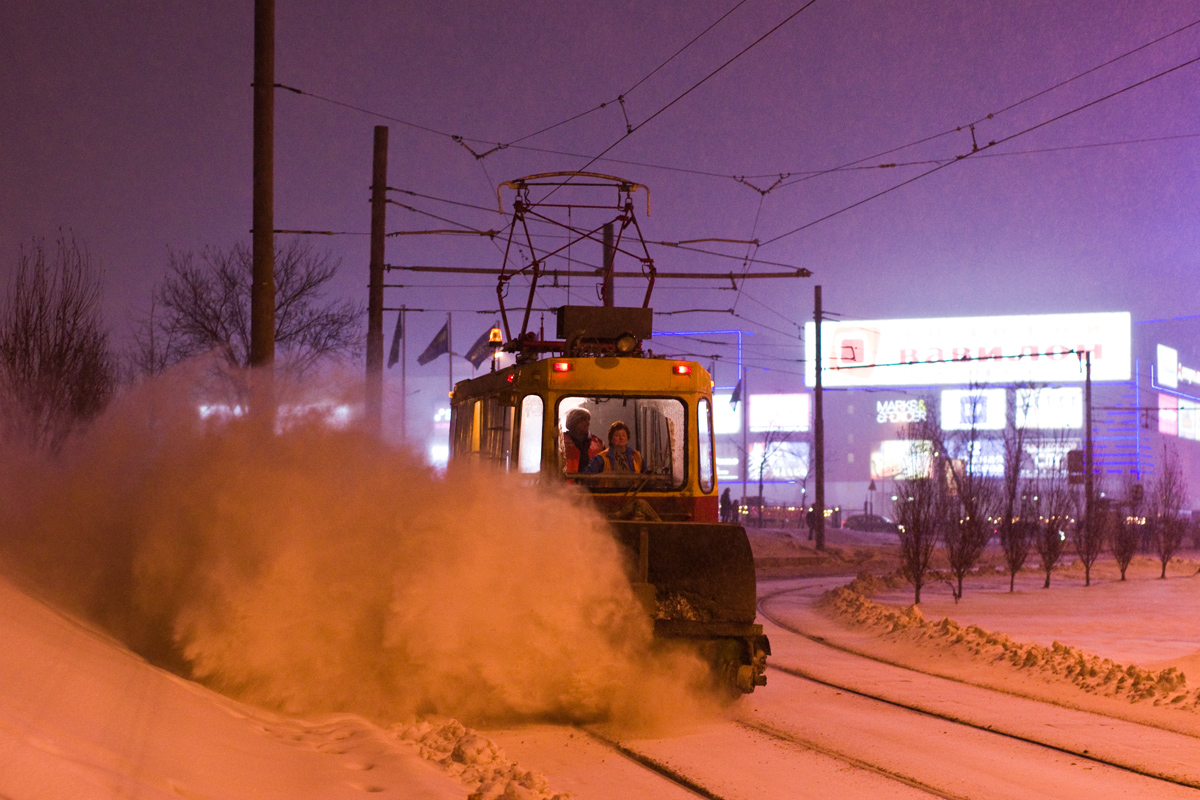
モスクワ市電のブルーム式除雪車（2012年）
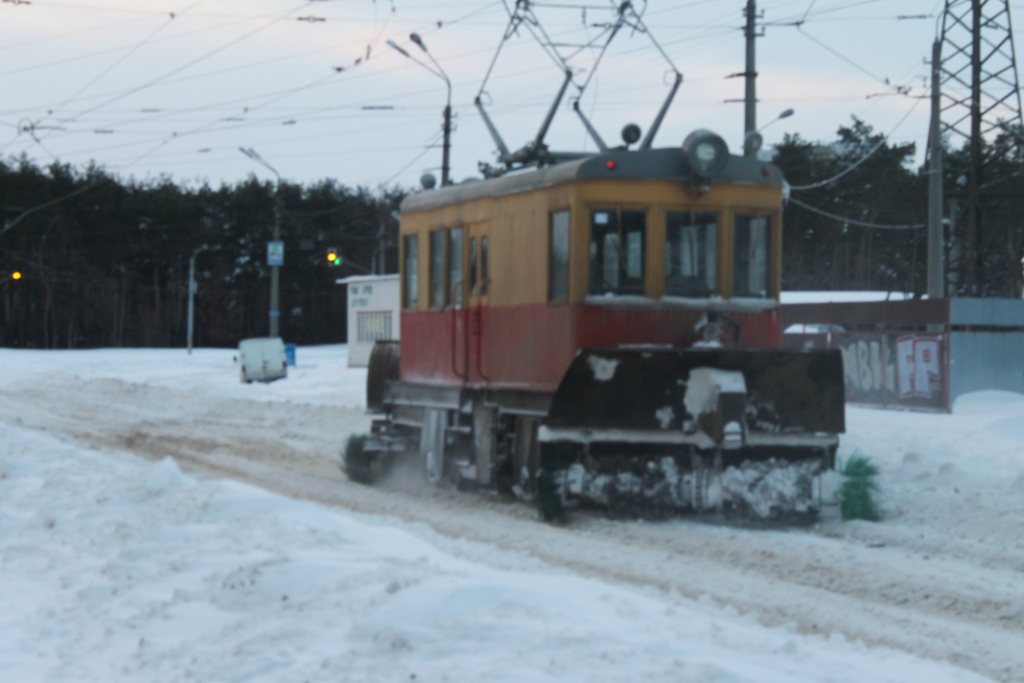
キーウ市電のブルーム式除雪車（2013年）

### 日本
1918年（大正7年）の電化開業以来、札幌電気軌道（札幌市電の前身）では作業員による人海戦術で除雪作業を行っていたが、降雪量が多くなると作業が追い付かず運休に追い込まれる事も度々であった。より能率の高い除雪方法が求められ、同社の技師長である助川貞利を中心とする技術陣が海外の文献を参考にして研究開発した結果、1920年（大正9年）に最初のササラ電車が登場し1925年（大正14年）に実用化された。
札幌電気軌道における排雪車の開発当初はロータリー車・ラッセル車も試用されたが、ラッセル車は車両先端部のスノープラウと軌条面に隙間が必要で、市内電車の併用軌道上では軌道敷の表面に残る雪が通行人や車馬、馬そり等によって踏み固められ、氷結した場合運行不能になってしまう。ロータリー車では軌条面とロータリー機器に生ずる隙間対策として、チェーン駆動の小型ブルームをロータリー機器の最下部に取り付け排雪効率を向上させたが、そのために構造が複雑化した。試用の結果、併用軌道用の排雪システムとしてラッセル車やロータリー車に見られる弱点がなく、本来の構造のままで軌道敷の表面まで隙間なく排雪可能なロータリーブルーム式のササラ電車が採用された。最新の車両では細部に変更が加えられているが、基本的な仕組みは開発から90年以上経った現在もほぼそのままである。
札幌市では、地下鉄でも南北線の地上区間での使用を念頭に置いて類似の除雪車を開発し、実際に試験車を製作して試験も行われていたが、線路をシェルターで覆うことで積雪することがなくなったため不要となった。
函館では札幌から遅れること12年の1937年（昭和12年）に10形及び200形（2代）を改造してササラ電車が製作された。
旭川市街軌道においても排1型が使用されていた。路線廃止後に排1が旭川電気軌道に譲渡され、同線営業廃止まで無番号の電動排雪車として使用されていた。

## 除雪機の構造

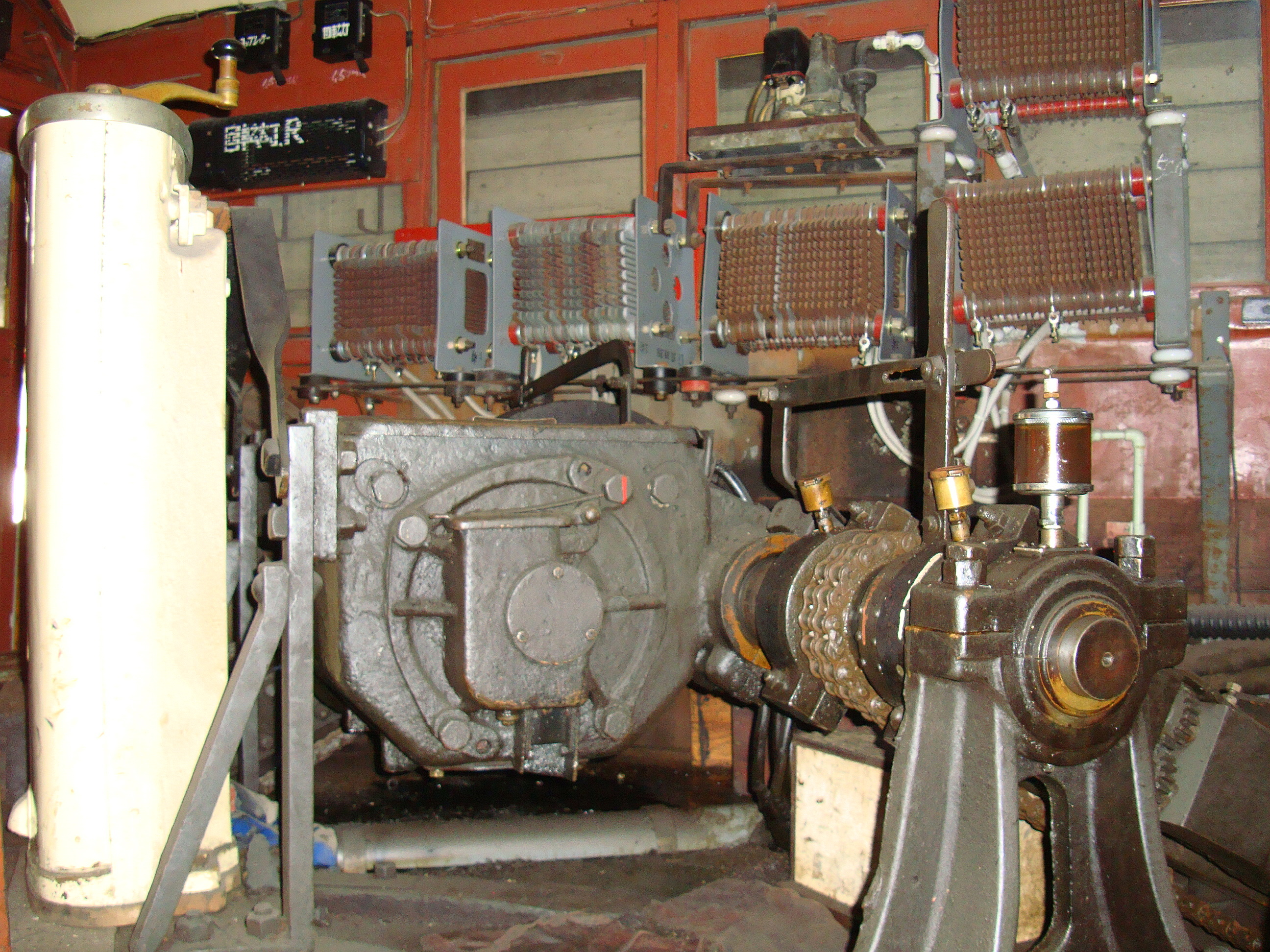
函館市電 排形の車内。左側にブルーム用制御器、中央がブルーム用電動機。電動機と駆動装置一式はササラの角度に合わせて進行方向左に傾けて設置している。（2010年）

ブルーム制御用のコントローラーは、走行用とは別に車内に1基設置されている。車内中央に搭載したブルーム駆動用電動機の出力を前後いずれかのブルームユニットに伝達するかをドグクラッチで選択し、ローラーチェーンで伝達して進行方向側の先頭部に搭載したブラシを回転させ、走行しながら軌道に圧接して排雪する。ブダペスト市電の除雪車のように、車体前後に独立したブルーム駆動用の電動機を搭載するケースもある。いずれにしても運転手とブルームを操作する係員が2人一組で乗務する。
海外の「snow sweeper」ではブラシ部分に竹ぼうきなどに用いられる竹の枝の先端部分を用いたが、札幌電気軌道では台所用品のささらをヒントにブラシの部分に竹ひご状に細く割った竹を束ねたものを利用する方法を考案し、調達を容易にすると同時に耐久性を向上させた。
札幌のケースでは、1束のサイズは長さ28.5 cm、直径3.5 cmの円柱形となっている。束は先端で3 mm 角の150本に別れ、さらに根元側は太さ1.2 mm の針金で3箇所を束ねられている。この束をナラ材で作られた長さ2.4 m 幅6.5 cm の木製の台に50本、1列に並べて取り付け、さらにこの台を回転軸の周りに放射状に8列取り付けてある。回転軸はそれぞれの進行方向右側が前に突き出た斜め向きになっており、車輪と逆方向に回転し、回転軸は路面や雪の状況と、ササラ先端部の摩耗などに応じて上下に動かすことができる。ササラの耐用距離は700から800 km となっている。
札幌ではササラの材料は長らく山口県福栄村（現萩市）産の孟宗竹が使われてきたが、供給元の業者の廃業後は全国各地から調達している。スチールワイヤーやナイロンなど他の素材が試験的に用いられたこともあるが、十分な除雪効果があり、かつアスファルト路面を傷つけない点などから現在でも竹が使われている。
海外の例では、ヘルシンキ・トラム、リガ市電などで合成樹脂製ブラシに代替されているケースが散見される。
ササラを路面に圧着した時の車体の浮き上がりを防止するために、札幌では車体内部に、函館ではデッキ部分に廃用になった車輪を死重として積載している。

## 日本のササラ電車の一覧
- 札幌市交通局、札幌市交通事業振興公社
  - 札幌市による買収前の札幌電気軌道時代については詳細不詳。
  - 雪1形 - 1949年（昭和24年）11月に電動客車40形を改造して局工場で8両が製造され、1969年（昭和44年）9月から1970年（昭和45年）11月までに鋼製車体に更新されて1両が現役。ブルーム部分にしっかり荷重を掛けるために、台車は種車のブリル79Eの軸距を1,524 mmに短縮し、枕ばねを撤去して使用している。軸受はローラーベアリング化されている。また、雪8は木製車体のまま1971年（昭和46年）10月に除籍され、札幌市交通資料館に保存されている[13]。
  - 雪10形（2代）- 1999年（平成11年）に雪1形4号の改造名義で札幌交通機械で1両製造[14]。ブルームの駆動は雪1形のローラーチェーン式に対して油圧式に変更され、駆動騒音を低減している。ブルームユニットの位置は従来の上下に加えて左右も制御可能になり、急曲線においても軌道敷を正確にトレースする排雪が可能になった。同局では氷を削り取るプラオ車をすでに全廃しているため、氷結路面用にアイスカッター（スパイクを埋め込んだ鉄棒を回転させて氷を砕く）も装備する[15]。札幌市交通局の現役除雪車は雪1形、雪10形ともに廃車発生品のウェスティングハウス製B-18L形制御器を走行用に、ブルーム駆動用はゼネラル・エレクトリック製を改造したものを使用している。これは年式の新しい国産品よりも構造がシンプルで過負荷運転に強く、故障対応も容易なためである[16]。モーターは、37.3 kW × 2個（走行用）、18.7 kW × 1個（ブルーム駆動用）を搭載している[15]。
  - 雪20形[17] - 2019年（平成31年）4月に1両が納車、同年冬に運用開始[18]され、2023年（令和5年）までにさらに2両が増備された。設計と製造は札幌交通機械。ブルームの駆動は油圧モーターから永久磁石同期電動機を用いた電動式に変更され、従来車両より出力が強化された。運転装置は間接制御方式で、最高速度は雪10形の30 km/hから40 km/hへ向上した[14]。製造費用は約2億6,000万円[19]。
  - DSB1形 - 鉄北線を延伸した非電化区間（北27条 - 麻生町 - 新琴似駅前）用に1961年（昭和36年）2月から1964年（昭和39年）12月までに札幌綜合鉄工共同組合で3両が製造された機械式内燃動車（ディーゼルカー）。DSBは「ディーゼル・スノー・ブルーム」の略。ブルーム用だけではなく走行用の駆動装置もローラーチェーンを使用している。1971年（昭和46年）10月に除籍され、DSB1が札幌市交通資料館に保存されている[20]。変電所容量に余裕がないラッシュ時間帯には電化区間でも使用された。

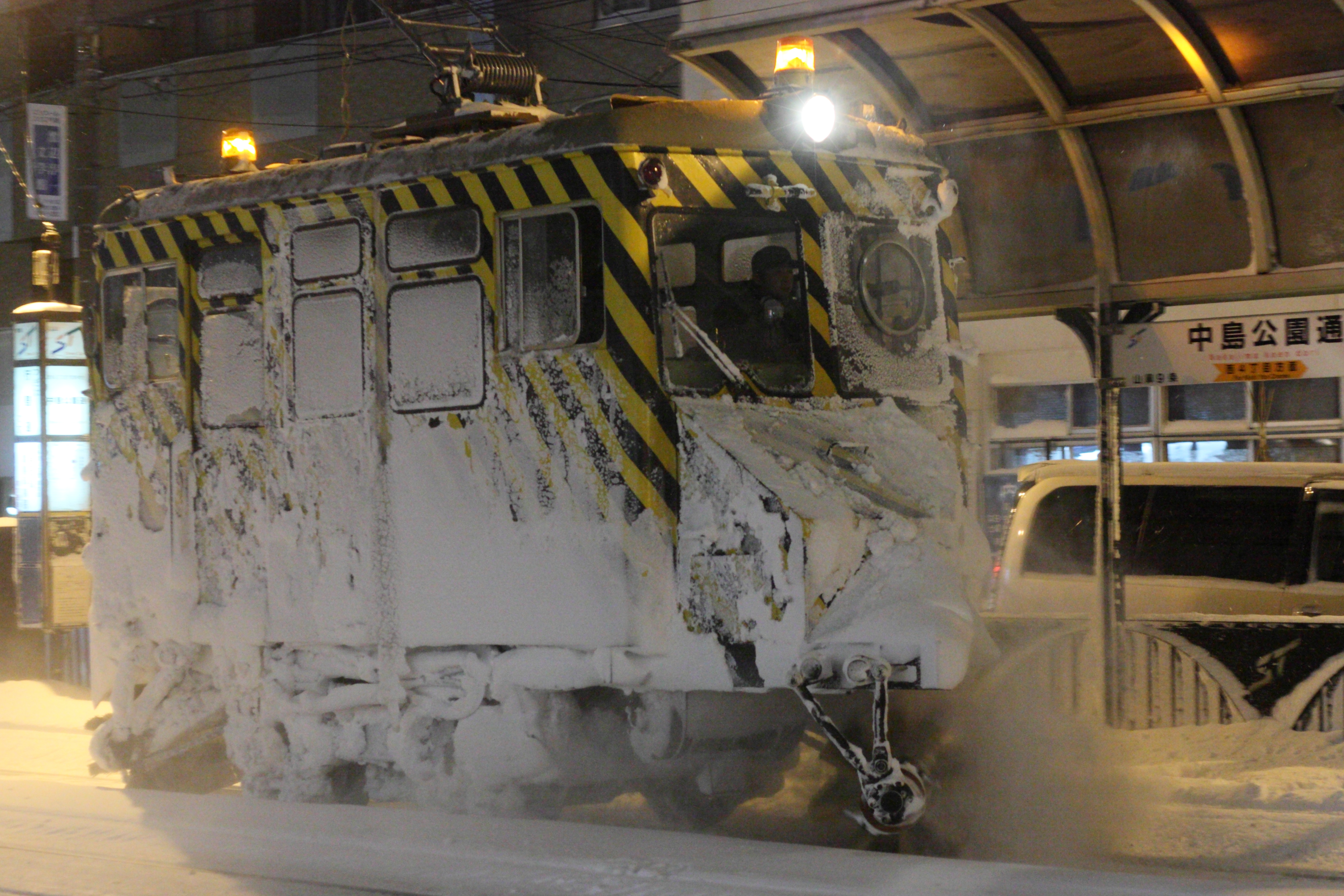
稼働中の雪1形（2011年）
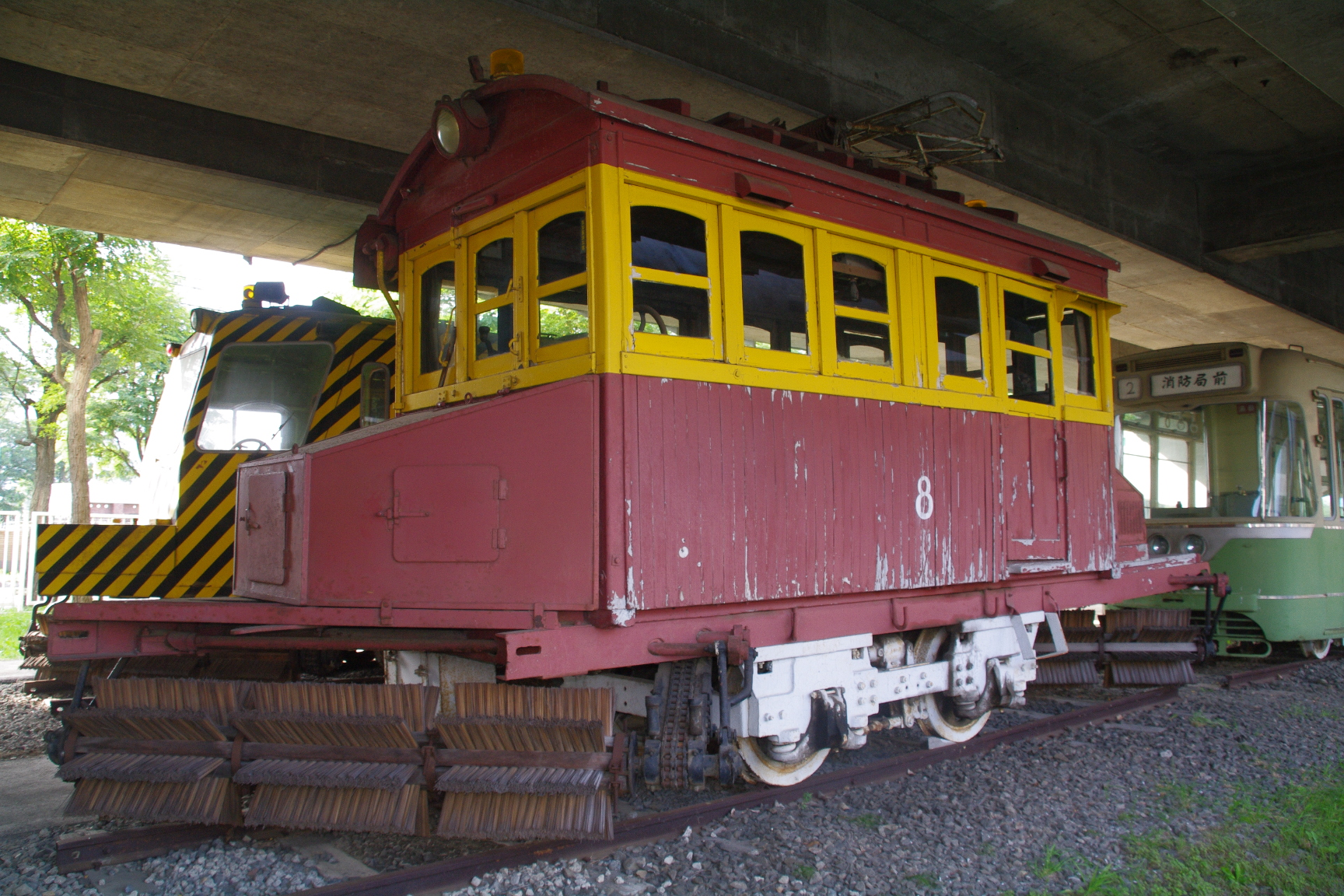
雪1形 雪8
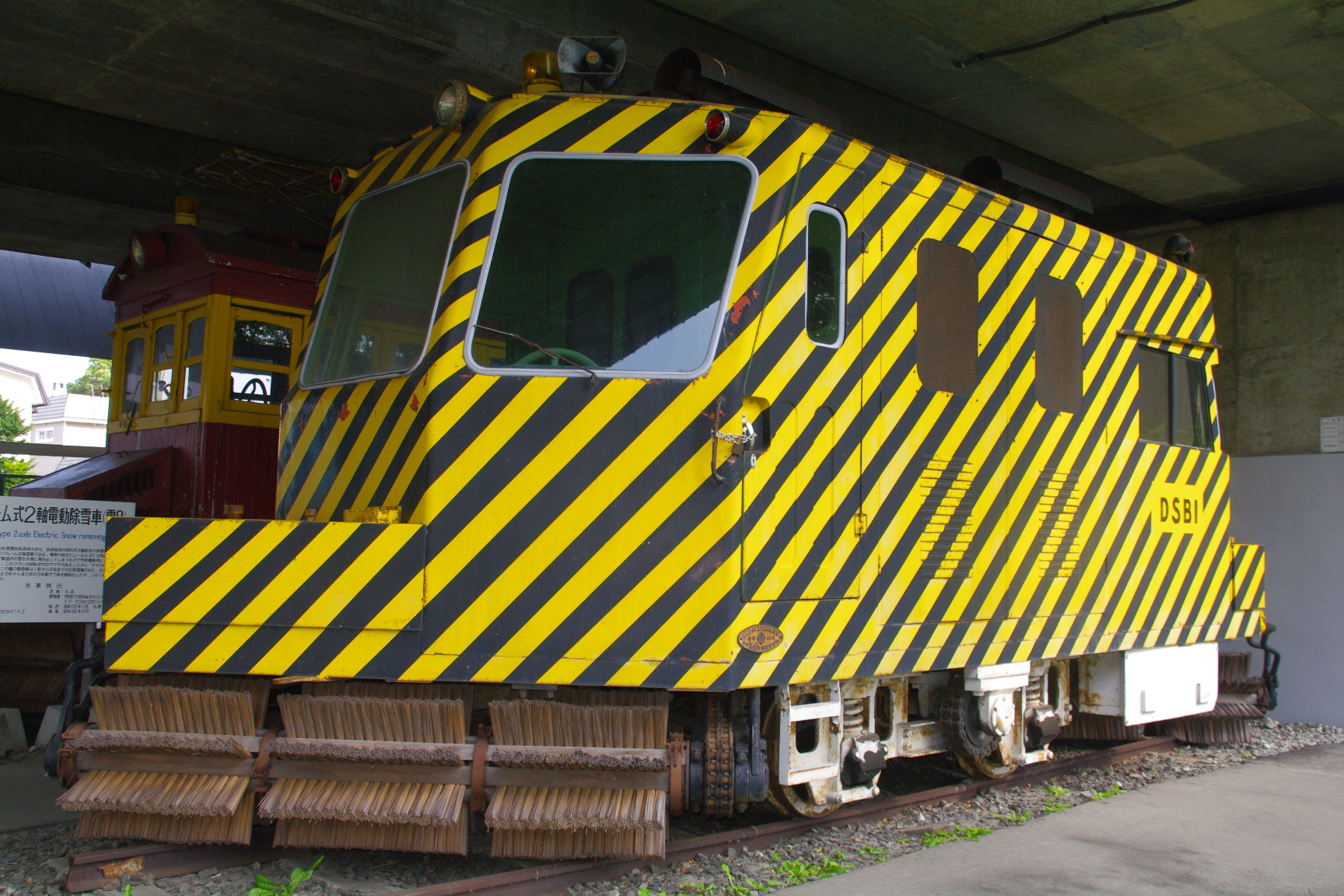
内燃除雪車 DSB1

- 函館市企業局交通部
  - 排形 - 計6両が製造された。当初ハンドブレーキ常用で、車体側面にゴング（警鈴）を装備していた。1971年（昭和46年）にエアーブレーキ化され、警音器もエアーホイッスル化された。台車は種車のブリル21Eの枕ばねを改造して使用。東京市電気局の「新1形」（記号・ヨヘロ） → 函館市交通局200形電車 (2代)が種車の2両が現役。また成田電気軌道から譲渡された1両は箱館ハイカラ號に再改造された。
- 旭川市街軌道 → 旭川電気軌道
  - 排1型 - 排1・排2の2両を1931年（昭和6年）8月汽車会社東京支店で製造[21]。1956年（昭和31年）の旭川市街軌道廃線後、排1が旭川電気軌道に譲渡され、同線の電動排雪車（無番号）となった。集電装置はトロリーポールを前後に1基ずつ装備していたが、譲渡後に片側のトロリーポールを撤去してパンタグラフを装備した。1973年（昭和48年）の同線営業廃止に伴い廃車になり、北海道立洞爺少年自然の家に同社モハ103、モハ501、コハ051、ワ103と共に保存されていたが、1993年（平成5年）頃に解体された。

## ササラ電車の運転状況
- 札幌市電
  - 例年10月中旬にササラを取り付け報道公開を行い、軌道に雪が頻繁に積り始める11月下旬から運行する。
  - 積雪時には始発前に運行するほか、降雪状況によっては深夜や日中も運行する。
  - 2015年12月20日に新規開業した西4丁目〜狸小路〜すすきの間は軌道が歩道寄りに位置しており、ササラ電車で除雪すると歩道に雪が飛ばされてしまう事から、軌道下に設置したロードヒーティングによる融雪で対応している[22]。

- 函館市電
  - 例年11月中旬に試運転を報道公開する。
  - 1990年代中頃より作業の大部分を除雪トラック[注釈 5][注釈 6]、あるいは除雪用軌陸車[23]で行うようになり、この置換えによる余剰化のため、排1・排6の2両が1997年（平成9年）1月31日付で廃車となった[24]。本線を除雪する機会は降雪量が多い時に限られている。北海道内では比較的降雪量が少ないという函館の気候もあり、ササラ電車の運行は試運転もしくは車庫構内の除雪の際に稼働する程度となりつつある。2011年（平成23年）冬季から2013年（平成25年）冬季[25][26]、2018年冬季は降雪量が多かったため[27][28]、毎日のように出動している。
  - 2003年（平成15年）5月と2007年（平成19年）12月には愛好家団体「電鉄倶楽部」の貸切で運行し、注目された。